# 37163 Huachucaclub
37163 Huachucaclub è un asteroide della fascia principale. Scoperto nel 2000, presenta un'orbita caratterizzata da un semiasse maggiore pari a 2,5727077 UA e da un'eccentricità di 0,1664804, inclinata di 15,53643° rispetto all'eclittica.